# Goat Rocks
Goat Rocks è uno stratovulcano spento nella catena delle Cascate, situato tra il monte Rainier e il monte Adams nel Washington meridionale, negli Stati Uniti. Essendo parte dell'arco vulcanico delle Cascate, ha subito lo stesso processo di formazione di altri crateri per via della subduzione della placca Juan de Fuca sotto il bordo occidentale di quella nordamericana. Il vulcano rimase attivo da 3,2 milioni di anni fa fino alla cessazione delle eruzioni tra 1 e 0,5 milioni di anni fa. Nel corso della sua complessa storia eruttiva, il vulcanismo si connotò in primis per eruzioni esplosive di silice e poi per il rilascio di rocce magmatiche femiche.
Il vulcano e la riserva naturale omonima circostante (Goat Rocks Wilderness), fondata nel 1964, traggono il nome dai numerosi esemplari di capre delle nevi che vivono nella zona. Il sito fornisce l'habitat ideale a una miriade di animali selvatici, inclusi mammiferi quali marmotte, ocotonidi, cervi e wapiti. Varie vette all'interno della riserva naturale possono essere scalate con o senza attrezzature e sono consentite altre attività ricreative quali l'escursionismo. L'area appare ricca di minerali, tra cui spiccano carbone, cobalto, rame e metalli vili.

## Geografia e geologia
Il vulcano Goat Rocks si trova a sud dello stato di Washington, 113 km a ovest di Yakima, alla latitudine 46,50° N e longitudine 121,45° O. Questa regione delle Cascate era originariamente occupata dai nativi americani, che cacciavano e pescavano nelle sue vicinanze e battevano i sentieri locali come rotte commerciali. Goat Rocks si trova in una zona di vulcanismo intermittente che ha generato molte piccole bocche vulcaniche, tra cui anche il campo vulcanico del monte Adams e dell'Indian Heaven. Situato nella parte orientale della catena delle Cascate, Goat Rocks si trova all'angolo nord-ovest del bacino del fiume Klickitat. In quanto compreso nell'arco vulcanico delle Cascate, anche Goat Rocks nacque grazie alla subduzione della placca oceanica Juan de Fuca sotto il bordo occidentale di quella nordamericana. Questa faglia, nota come zona di subduzione della Cascadia, è priva della profonda fossa oceanica che si trova solitamente ai confini delle placche convergenti, il che può essere probabilmente spiegato dalla lenta velocità del processo geologico. Secondo la United States Geological Survey (USGS), le placche di Nazca e nordamericane convergono a una velocità di 3-4 cm ogni anno, solo la metà del loro tasso di convergenza di appena 7 milioni di anni fa.

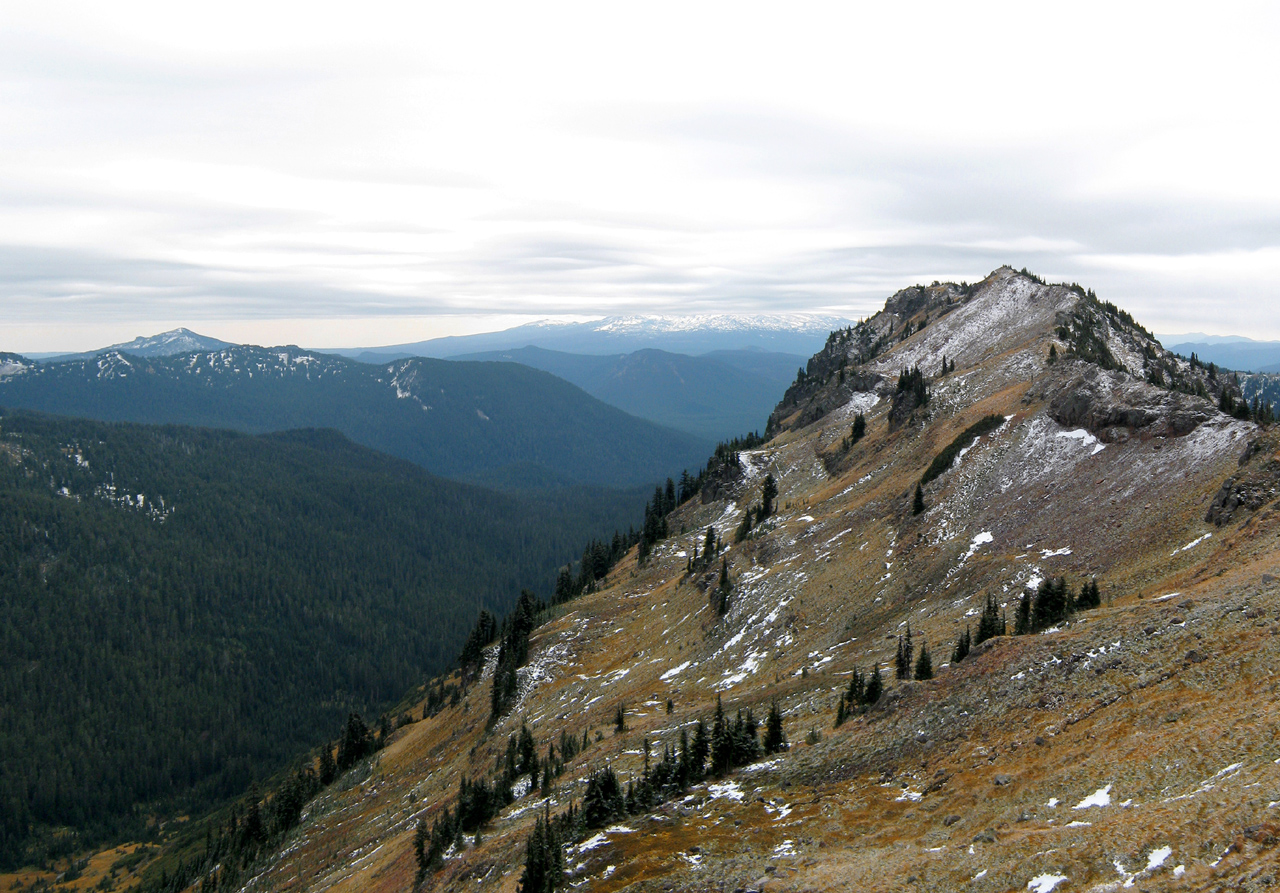
Il Goat Ridge con le pendici del monte Adams visibile sullo sfondo

I vulcani delle Cascate nel Washington sono limitati a quattro cinture; Goat Rocks forma un segmento della fascia nord-sud del monte Adams che incorpora, oltre a quest'ultimo, anche il monte Tumac e la cosiddetta King Mountain Fissure Zone. Dei quattro archi delle Cascate, questa fascia ospita il secondo gruppo di vulcani più numeroso, prevalentemente conosciuto per le colate di lava di andesite basaltica calcalcalina o tholeiitica. Goats Rocks e le sue immediate vicinanze vedono alle proprie pendici grovacche del pre-Cenozoico e argillite, con tali depositi tagliati da faglie di una certa dimensione. A questi depositi si sovrappongono rocce vulcaniche del Cenozoico, giunti nel corso del ciclo eruttivo di Ohanapecosh dell'Eocene, le quali si compongono di basalto, andesite, dacite e sedimenti di vario genere. Quanto riversato durante il ciclo di Stevens Ridge sovrasta lo strato di Ohanapecosh, caratterizzato da quarzo, tufo, riolite e altre rocce vulcanoclastiche. Sotto entrambi gli strati si trova quanto esploso durante la fase di Russell Ranch, localizzati tra i 2.298 e i 3.048 m di altitudine, con depositi di lapilli e tufo che suggeriscono la presenza di una vecchia caldera, malgrado i geologi non siano riusciti a identificare prove incontrovertibili a sostegno di tale tesi.
Insieme al monte Adams, al Rainier e al Saint Helens, il vulcano Goat Rocks compone un triangolo craterico non rintracciabile altrove nelle Cascate. Questo potrebbe essere correlato a una zona di crosta di mezzo con conduttività elettrica anormalmente alta, il Southern Washington Cascades Conductor (SWCC), che non è ben compreso dai geologi. Scienziati dello United States Geodynamics Committee ipotizzarono nel 1994 che questa anomalia fosse associata alla spinta di un grande deposito di roccia sedimentaria contro un margine continentale. Tuttavia, Hill et al. (2009) respingono questa proposta, in quanto si dimostra incoerente con le mappe fatte da letture magnetotelluriche dell'area. Invece, propongono che l'anomalia sia legata al vulcanismo della regione, che causò la fusione parziale della crosta.
Il più antico stratovulcano a cascata formatosi dopo il gruppo basaltico del Columbia, Goat Rocks è approssimativamente uguale per volume al monte St. Helens e più piccolo del Baker, in virtù dei suoi circa 60 km³. Stime approssimative indicano la composizione del vulcano per il 40% di tufo e brecce. I resti delle sue colate laviche si possono trovare nelle valli dei fiumi Tieton, Klickitat e Cispus, ma questi flussi sono stati completamente erosi, permettendo di dedurre come le precedenti dimensioni del vulcano fossero maggiori.

### Glaciazione

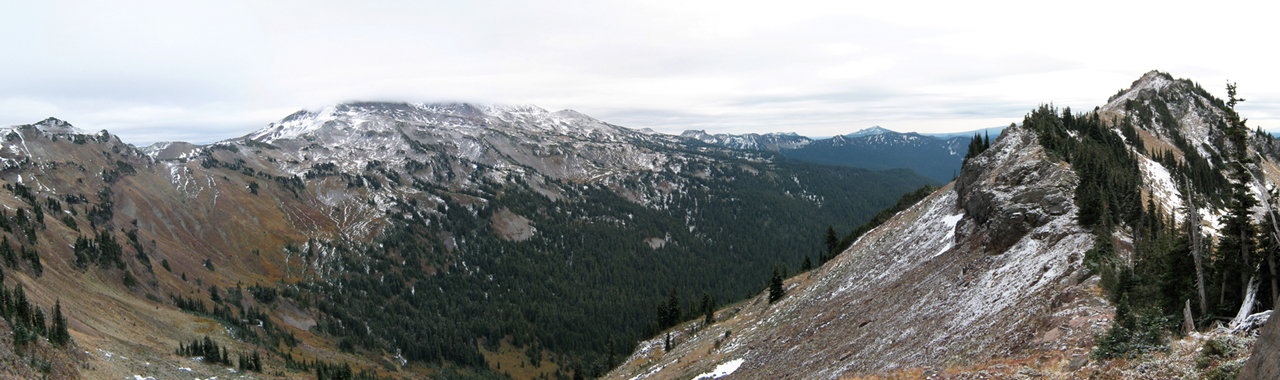
Panorama di Goat Ridge con il monte Old Snowy a sinistra oscurato dalla copertura nuvolosa

Benché una volta fosse un imponente stratovulcano, quando cominciarono il movimento glaciale e l'alterazione idrotermale dell'interno del vulcano lo stato degli strati di cenere vulcanica depositi e dei flussi piroclastici mutò in maniera acuta. È così che sono affiorate delle protrusione solide rocciose, dove il magma si raffreddò e si indurì all'interno dei condotti del vulcano. Quasi tutti i detriti vulcanici rimanenti sono stati oggi parzialmente coperti da uno strato di roccia più giovane.
L'area di Goat Rocks è nota per i suoi vasti ghiacciai, nonostante la sua modesta elevazione e la posizione meridionale rispetto al resto delle Cascate di Washington. Quattro grandi ghiacciai ricoprono i pendii nord e nord-est delle cime: il Conrad, il McCall, il Meade e il Packwood, oltre a numerosi nevai permanenti più piccoli.

### Cime maggiori nelle vicinanze di Goat Rocks
L'elevazione del vulcano Goat Rocks e delle sue immediate vicinanze varia da 914 a 2.500 m al suo punto più alto, il Gilbert Peak. A causa della vasta glaciazione ed erosione, i picchi che circondano Goat Rocks non superano la quota del Gilbert e fanno registrare altezze non troppo dissimili.
| Gilbert Peak (Monte Curtis Gilbert) | 2 500 m |
| Monte Old Snowy                     | 2 402 m |
| Ives Peak                           | 2 414 m |
| Tieton Peak                         | 2 369 m |
| Johnson Peak                        | 2 282 m |
| Monte Bear Creek                    | 2 238 m |
| Monte Hogback                       | 2 071 m |

## Cicli eruttivi

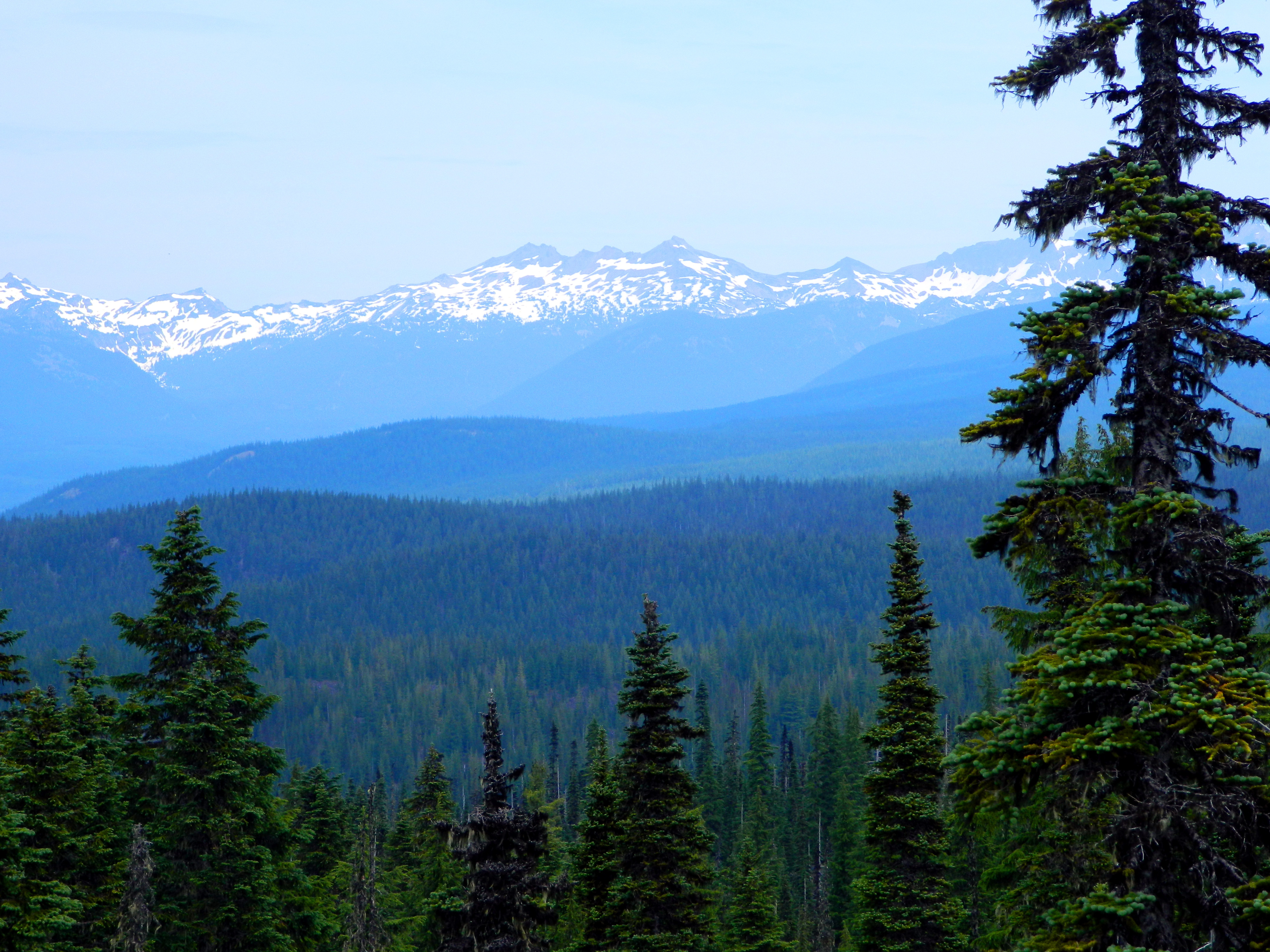
Goat Rocks visto dalle vicinanze del monte Adams

Goat Rocks è uno stratovulcano con una storia eruttiva alquanto complessa. Divenuto attivo per la prima volta circa 3,2 milioni di anni fa durante il Pliocene, sversò diverse eruzioni esplosive che riversarono lava silicica con blocchi altamente felsici come la riolite. Nel corso di una di esse si distribuì in un raggio di 650 m del tufo, tuttora visibile sul fianco est del monte. Tre milioni di anni fa, Goat Rocks virò verso un vulcanismo mafico, eruttando olivina e basalto. Man mano che le eruzioni proseguivano nel Pleistocene, i flussi di lava divennero sempre più andesitici, con ragguardevoli percentuali di pirosseno e fenocristalli, oltre che di orneblenda. Questi flussi andesitici conformarono l'edificio principale del vulcano tra 2,5 e 0,5 milioni di anni fa circa, facendolo forse assomigliare a livello estetico al monte Rainier di oggi. In quella fase, le eruzioni di Goat Rocks generavano volumi molto elevati e si estendevano lontano dal vulcano, probabilmente perché più bocche satellite contribuivano agli eventi. Approssimativamente 1 milione di anni fa, Goat Rocks originò un flusso di lava andesitico che si dispiegò per 80 km lungo i fiumi Naches e il Tieton, ovvero la colata di andesite più lunga mai avvenuta sulla Terra. Molti dei flussi immediatamente circostanti al vulcano vennero da allora secati da dicchi intrusivi, che formano una disposizione radiale attorno al nucleo del vulcano. Poiché l'erosione ebbe luogo su larga scala, il vulcano rimase attivo, producendo più flussi di lava di orneblenda e andesite. L'attività eruttiva continuò presso il monte Old Snowy nel Pleistocene medio e tardo, producendo colate laviche di orneblenda andesite successivamente ghiacciate nella valle del fiume Cispus; non è chiaro se l'Old Snowy sia una bocca di Goat Rocks o un vulcano indipendente. L'andesite di orneblenda si trova anche in cima al punto più alto di Goat Rocks, Gilbert Peak.
Il monte Hogback, un vulcano a scudo a nord di Goat Rocks e a sud del passo White, è stato identificato da Siebert et al. (2010) come sfiato satellite di Goat Rocks. Al tempo più alta di 700 m rispetto al XXI secolo, emise circa 200 m³ di olivina e andesite basaltica dalla fine del Pliocene fino al primo Pleistocene. Le eruzioni da Goat Rocks conformarono un campo vulcanico sparso popolato da piccoli duomi di lava a nord in un raggio tra i 15 e i 29,9 km.
Goat Rocks è classificato come un vulcano estinto, in quanto la sua attività eruttiva più recente accadde durante il Pleistocene.

## Riserva naturale

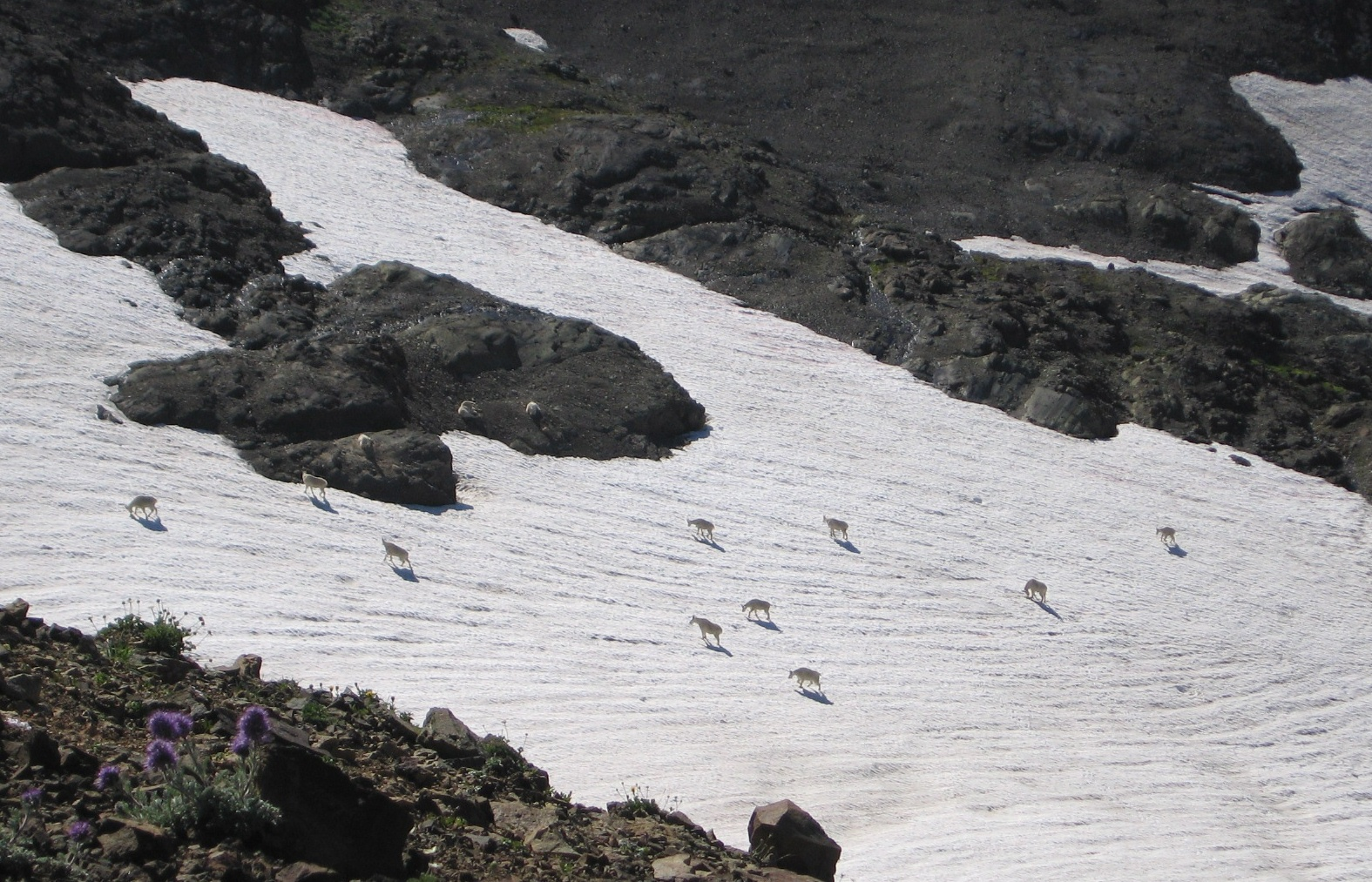
Un gregge di capre scorto lungo il Pacific Crest Trail

Il territorio che circonda Goat Rocks andò protetta per la prima volta dal Dipartimento dell'agricoltura degli Stati Uniti d'America nel febbraio 1931, quando circa 18.009 ettari fu indicatl come zona tutelata. Nel 1935, la superficie accrebbe a 29.315 ettari di terreno, quindi a 33.459 nel 1940. Nel 1964, il Congresso degli Stati Uniti creò istituì la riserva naturale di Goats Rock (Goats Rock Wilderness) come parte del National Wilderness Preservation System, delegandone la gestione allo United States Forest Service (USFS). Nel 1984 l'espansione proseguì, accorpando 43.745 ettari posizionati tra il monte Rainier e l'Adams, a cavallo tra le foreste nazionali di Gifford Pinchot, di Okanogan e di Wenatchee. L'area protetta confina con la riserva indiana Yakama a sud-est.
La riserva varia da 914 a 2.500 m s.l.m., ospitando la tundra alpina, ghiacciai, laghetti e specchi d'acqua minori, oltre a 15 diversi percorsi per un totale di quantità di 193 km di piste. Uno di questi sentieri costituisce il segmento più alto del famoso Pacific Crest Trail nel Washington, il quale attraverso 50 km in direzione nord-sud attraverso il centro della riserva. Poiché questo percorso si trova ad un'altitudine così elevata, gli escursionisti potrebbero imbattersi in violenti temporali pericolosi per i gruppi più impreparati. Gran parte della natura selvaggia si trova al di sopra della linea degli alberi, offrendo vasti panorami sul paesaggio alpino.

### Clima e fauna selvatica
Il clina all'interno della riserva varia a causa dell'altitudine: le montagne della catena delle Cascate impediscono alle tempeste umide di passare, costringendo l'aria a salire e poi a raffreddarsi. La notevole percentuale di umidità locali causa forti precipitazioni (fino a 381 cm di pioggia all'anno) sui fianchi occidentali delle montagne, motivo per cui si spiega la vegetazione lussureggiante. Le nevicate in genere ammontano a più di 8 m all'anno, con ammassi di acqua gelata presenti anche a luglio o agosto. Nei mesi più caldi, la neve disciolta fluisce nei laghi, impedendogli di essiccarsi. L'altezza delle creste finisce per bloccare le nubi temporalesche che provocano tempeste di neve e temperature rigide tutto l'anno. In condizioni estreme, queste potrebbero risultare pericolose per gli escursionisti a causa dei forti venti, della nebbia, della neve e della pioggia che minerebbero il procedere degli escursionisti. Sui lati orientali delle montagne, l'aria si riscalda quando scende generando correnti di Chinook, precipitazioni a quote considerevolmente inferiori e paesaggi meno boscosi. A causa di queste condizioni, le temperature sui lati occidentali delle montagne appaiono stabili, mentre le temperature sui fianchi orientali oscillano senza alcuna regolarità.
Goat Rocks deve il suo nome dalle comunità di capre delle nevi (Oreamnos americanus) presenti intorno alla vetta. Tra gli altri mammiferi che si possono annoverare in zona figurano ad alta quota marmotte e ocotonidi, cervi e wapiti (Cervus elaphus canadensis) sotto la linea degli alberi, incluso il cervo mulo (Odocoileus hemionus), il wapiti di Roosevelt (Cervus canadensis roosevelti) e quello delle Montagne Rocciose (Cervus canadensis nelsoni), introdotti dal parco nazionale di Yellowstone nel 1913. Anche i cervi dalla coda nera (Odocoileus hemionus columbianus) sono particolarmente comuni.

### Minerali
In termini di risorse minerarie, l'area di Goat Rocks può essere suddivisa in tre segmenti, ciascuno ricco di determinati minerali. I primi due sono denominati Packwood Glacier–McCall Basin e Glacier Basin e si trovano vicino alle bocche vulcaniche del passato. Tali aree mettono in evidenza livelli anomali di cobalto, rame, piombo, molibdeno, nichel e zinco, percentuali minori di pirite, e sporadiche concentrazioni di argento. La terza sezione corrisponde alla Clear Fork del fiume Cowlitz e si trova lungo il punto di contatto tra il vulcano Goat Rocks e i vulcani più antichi a est. Si distingue leggermente dalle altre due zone di studio perché prevalgono quantità anomale di bario, cobalto, rame e manganese, nonché quantità minori di piombo, molibdeno, nichel e zinco. Altri minerali trovati nella terza sezione includono barite, boro, cinabro, mercurio, pirite e stagno sotto forma di sedimenti. Nell'acqua si registrano alte concentrazioni di cloro, rame, fluoro e molibdeno, mentre le rocce alterate contengono arsenico, piombo, manganese, molibdeno e zinco a livelli particolarmente elevati. I dintorni di Goat Rocks sembrano offrire grandi depositi di metalli vili. Al di fuori dell'area studiata, il carbone è stato identificato nei campi Packwood e Cowlitz, oltre a pietre da costruzione e ghiaia vengono estratte a nord e a ovest del vulcano. Le potenziali risorse di petrolio e gas dell'area di Goat Rocks rimangono non identificate. Poiché non si è verificata alcuna attività vulcanica durante l'Olocene (ultimi 11.700 anni), Goat Rocks ha ben poco potenziale geotermico.
All'interno della riserva naturale locale sono state avanzate proposte di estrazione su tre filoni metalliferi e su una singola miniera di carbone, ma la United States Bureau of Mines non ha confermato nessuno di questi rilevamenti. Storicamente, le due principali rivendicazioni hanno riguardato una località nei pressi del lago Walupt nel 1934 e, in seguito, il filone di ghiaccio vicino al ghiacciaio Packwood nel 1939, dove le attività minerarie perdurarono poco. Entrambi i depositi appaiono ora abbandonati. I minatori potrebbero essere stati attratti nell'area dalla corsa all'oro, all'argento e al rame presenti sotto forma di brecce e serie di faglie a nord della riserva.

## Attività ricreative
Il monte Old Snowy e Gilbert Peak, due delle vette di Goat Rocks, sono frequentate da escursionisti e alpinisti. Entrambe sono considerate vette remote, malgrado l'Old Snowy sia la più accessibile delle due. Esistono diversi percorsi su per la montagna, i quali richiedono 5-6 ore con un dislivello di 1.097 m. Snodandosi per 23 km tra andata e ritorno, Old Snowy può essere arrampicato con o senza attrezzatura sui ghiacciai, anche se esiste un sentiero. Dalla vetta, gli alpinisti possono ammirare il monte St. Helens e il Rainier in lontananza. Poiché questa zona ha molti astragali e rocce sciolte, non si può ignorare il pericolo di valanghe.
La salita al Gilbert Peak fu completata per la prima volta da Fred G. Plummer nel 1899. Oggi vi è un percorso che sale di 1.097 m in termini di elevazione, con una durata di 6-8 ore e corsa per 26 km tra andata e ritorno. Poiché le vie sono più lunghe e tecnicamente più impegnative a causa della roccia sciolta, l'arrampicata sul Gilbert è generalmente considerata più difficile di quella dell'Old Snowy. La maggioranza degli scalatori sceglie di montare Gilbert all'inizio della stagione di arrampicata, quando i livelli di neve sono bassi.
Le attività ricreative consentite dal servizio forestale alla riserva naturale di Goat Rocks includono escursioni giornaliere, passeggiate a cavallo e hicking. Perché il sito rientra nel National Wilderness Preservation System, viene vietato l'utilizzo di veicoli a motore e mezzi di trasporto, incluse biciclette, vagoni, motoscafi ed elicotteri. È richiesto un permesso non soggetto al pagamento di alcuna imposta per accedere al sito.